# ذراع العانق (حالمين)

تعديل مصدري - تعديل

ذراع العانق هي إحدى قرى عزلة حبيل الريدة بمديرية حالمين التابعة لمحافظة لحج، بلغ تعداد سكانها 145 نسمة حسب تعداد اليمن لعام 2004.